# Guy Cosmo
Guy Cosmo, né le 12 mars 1977, à Port Jefferson aux États-Unis, est un pilote automobile américain. Il participe notamment au championnat WeatherTech United SportsCar Championship, et il a piloté en American Le Mans Series, championnat dans lequel il a remporté quatre victoires et plusieurs podiums.

## Palmarès

### 24 Heures de Daytona
| Année | Ecurie                    | Copilotes                                                | Voiture                | Classe | Tours | Pos. | Classe Pos. |
| ----- | ------------------------- | -------------------------------------------------------- | ---------------------- | ------ | ----- | ---- | ----------- |
| 2003  | Cegwa Sport               | Darius Grala (en) Oswaldo Negri Jr. Josh Rehm            | Fabcar FDSC/03         | DP     | 403   | 25e  | 3e          |
| 2005  | TPC Racing                | Dave Stewart Rob Stewart Gary Stewart Bob Gilbert        | Porsche 996 GT3 Cup    | GT     | 85    | 61e  | 32e         |
| 2007  | Blackforest Motorsports   | Tom Nastasi Alex Tagliani Valerie Limoges                | Ford Mustang Cobra GT  | GT     | 235   | 59e  | 32e         |
| 2008  | VisitFlorida.com Racing   | Michael McDowell Marc-Antoine Camirand                   | Fabcar FDSC/03         | DP     | 652   | 15e  | 10e         |
| 2009  | VisitFlorida.com Racing   | Scott Russell (en) Jason Pridmore Jeff Ward              | Coyote (en) CC/08      | DP     | 649   | 23e  | 11e         |
| 2010  | Orbit Racing              | John Baker Johnny Mowlem Tom Papadopoulos Lance Willsey  | Porsche 997 GT3 Cup    | GT     | 444   | 29e  | 17e         |
| 2012  | Extreme Speed Motorsports | Ed Brown Scott Sharp Johannes van Overbeek               | Ferrari 458 Grand-Am   | GT     | 707   | 24e  | 13e         |
| 2014  | Level 5 Motorsports       | Scott Tucker Mike LaMarra Terry Borcheller Milo Valverde | Ferrari 458 Italia GT3 | GTD    | 556   | 23e  | 6e          |
| 2015  | VisitFlorida.com Racing   | Michael Valiante Richard Westbrook Mike Rockenfeller     | Chevrolet Corvette DP  | P      | 734   | 3e   | 3e          |

### American Le Mans Series
| Année | Ecurie                     | Châssis                 | Moteur                      | Classe | 1                 | 2                 | 3                 | 4                 | 5                 | 6                 | 7                 | 8                 | 9                 | 10               | Position | Points |
| ----- | -------------------------- | ----------------------- | --------------------------- | ------ | ----------------- | ----------------- | ----------------- | ----------------- | ----------------- | ----------------- | ----------------- | ----------------- | ----------------- | ---------------- | -------- | ------ |
| 2009  | Orbit Racing               | Porsche 997 GT3 Cup     | Porsche 3,6 l Flat-6        | Chal   | SEB               | SPB               | LBH               | MIL DIS           | LRP gén:24 cls:5  | MDO gén:19 cls:2  | ROA gén:21 cls:4  | MOS               | PLM               | LGA gén:16 cls:1 | 3e       | 51     |
| 2010  | Extreme Speed Motorsports  | Ferrari F430 GTC        | Ferrari 4,0 l V8            | GT     | SEB gén:13 cls:6  | LBH gén:16 cls:8  | LGA gén:28 cls:12 | MIL gén:16 cls:8  | LRP gén:17 cls:10 | MDO gén:28 cls:11 | ROA gén:11 cls:5  | MOS gén:19 cls:8  | PLM gén:27 cls:11 |                  | 13e      | 45     |
| 2011  | Extreme Speed Motorsports  | Ferrari 458 Italia GT2, | Ferrari 4,5 l V8            | GT     | SEB gén:35 cls:10 | LBH gén:16 cls:9  | LRP gén:24 cls:11 | MOS gén:24 cls:13 | MDO gén:32 cls:15 | ROA gén:21 cls:11 | BAL gén:18 cls:10 | LGA gén:20 cls:8  | PLM gén:21 cls:10 |                  | 16e      | 37     |
| 2012  | Extreme Speed Motorsports, | Ferrari 458 Italia GT2  | Ferrari 4,5 l V8            | GT     | SEB gén:46 cls:12 | LBH gén:21 cls:10 | LGA gén:22 cls:11 | LRP gén:20 cls:11 | MOS gén:18 cls:9  | MOH gén:20 cls:8  | RAM gén:24 cls:11 | BGP gén:18 cls:12 | VIR gén:29 cls:11 | PLM gén:21 cls:9 | 16e      | 22     |
| 2013  | Extreme Speed Motorsports  | HPD ARX-03b,            | Honda HR28TT 2,8 l V6 Turbo | P2     | SEB gén:37 cls:5  | LBH gén:6 cls:1   | LGA gén:16 cls:3  | LRP gén:4 cls:2   | MOS gén:3 cls:2   | RAM gén:7 cls:2   | BGP               | AUS               | VIR               | PLM              | 3e       | 154    |
| 2013  | Level 5 Motorsports        | HPD ARX-03b             | Honda HR28TT 2,8 l V6 Turbo | P2     | SEB               | LBH               | LGA               | LRP               | MOS               | RAM               | BGP gén:3 cls:1   | AUS gén:4 cls:2   | VIR gén:5 cls:3   | PLM gén:4 cls:3  | 3e       | 154    |

### Asian Le Mans Series
| Année     | Ecurie                       | Châssis      | Moteur                      | Classe | 1     | 2     | 3     | 4        | Position | Points |
| --------- | ---------------------------- | ------------ | --------------------------- | ------ | ----- | ----- | ----- | -------- | -------- | ------ |
| 2017-2018 | Jackie Chan DC Racing X Jota | Ligier JS P3 | Nissan VK50VE 5,0 l V8 Atmo | LMP3   | ZHU 3 | FUJ 1 | THA 4 | SEP 1    | 1re      | 77     |
| 2018-2019 | United Autosports            | Ligier JSP2  | Nissan VK45DE 4.5 L V8 Atmo | LMP2   | SHA 3 | FUJ 5 | THA 6 | SEP Abd. | 6e       | 33     |